# Hogetemperatuurreactor

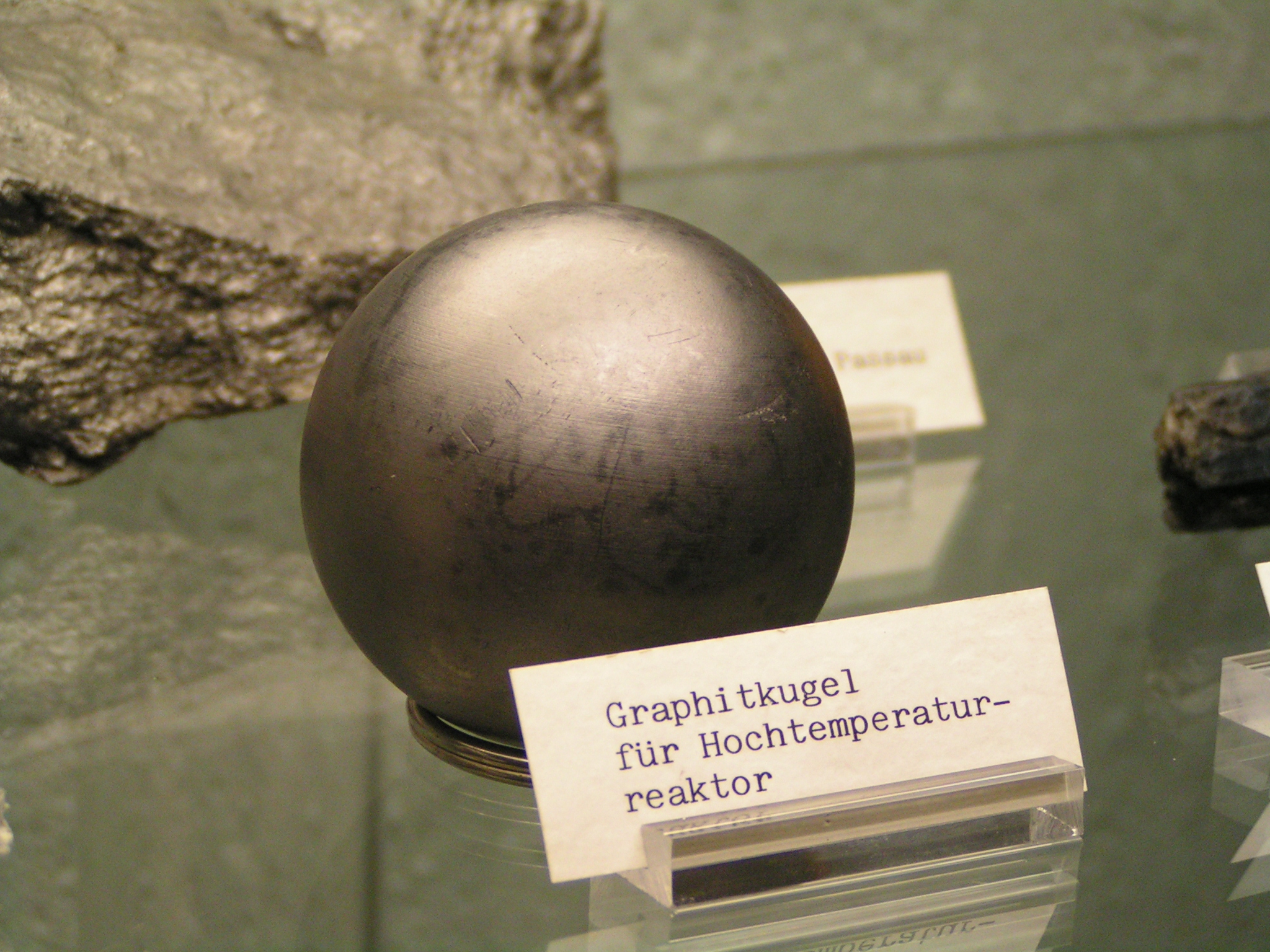
Grafietkogel voor de pebble bed reactor

Een hogetemperatuurreactor (HTR) is een kernreactor van de derde generatie. In plaats van water gebruikt men pyrolytisch grafiet als neutronenmoderator. Als koelmiddel gebruikt men een inert of semi-inert gas zoals helium, stikstofgas of kooldioxide. Dit gas zou direct een gasturbine kunnen aandrijven, maar voor de veiligheid is een secundaire kring met stoom en een stoomturbine te verkiezen. Het concept (HTR of pebble bed reactor) is door Rudolf Schulten in de jaren vijftig ontwikkeld. Dit type reactor kan in een kerncentrale worden toegepast om elektriciteit te produceren.

## Geschiedenis

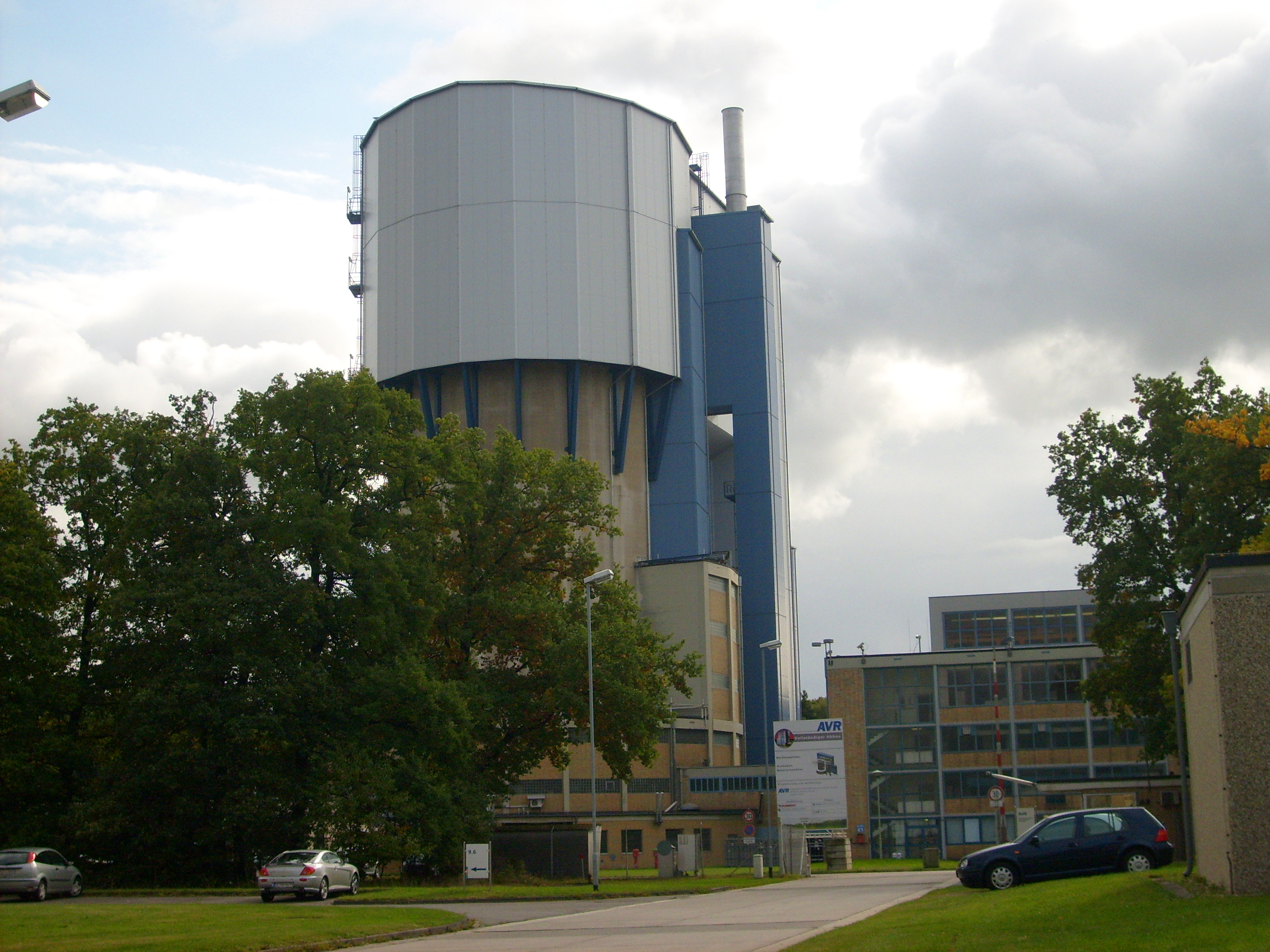
Hogetemperatuurreactor AVR op het terrein van Forschungszentrum Jülich.

- De Arbeitsgemeinschaft Versuchsreaktor (AVR) van 15 MW elektrisch vermogen op het terrein van Forschungszentrum Jülich in Jülich, Duitsland was actief van 26 augustus 1966 tot 1989.[1][2]
- De THTR-300 in Hamm-Uentrop, Duitsland werkte van 1983 tot 1988. Hij werd gesloten wegens technische[3][4] en economische problemen.
- Zuid-Afrika had plannen voor hogetemperatuurreactoren, maar heeft die in 2010 weer opgeborgen om technische en economische redenen.[5][6]
- De Volksrepubliek China heeft sinds 2003 een prototype HTR-10 van 10 megawatt thermisch in werking[7] in de Tsinghua Universiteit nabij Beijing. Er was een plan voor een reactor van 210 MW elektrisch te Shidaowan in de provincie Shandong tegen 2015, maar geen vergunning.[8] Deze reactor is sinds 2012 in aanbouw te Rongcheng. Er loopt ook een aanvraag om twee 600 MW-eenheden op te trekken in Ruijin.
- In Japan, de Verenigde Staten en Rusland bestaan plannen[9] met prismavormige splijtstofelementen, met een directe gasturbine, om waterstof te produceren en om afval van andere kerncentrales op te branden.

Er zijn tot nu toe geen HTR-reactoren op het hoogspanningsnet aangesloten.

## Veiligheid
Als de kern van de reactor te warm wordt, loopt de warmte-ontwikkeling terug. Dat komt doordat de reactie minder snel verloopt bij hogere temperaturen. Een kernreactor die voor zijn veiligheid niet vertrouwt op actieve systemen zoals pompen, maar op natuurkundige vastliggende principes heet inherent veilig; dat wil zeggen dat de veiligheid een gevolg van het ontwerp is. De vorige generatie, die een systeem van sensoren, regelaars en besturingstechnologie gebruikt, past actieve componenten toe. Actieve componenten kunnen mogelijk storingen vertonen. Een technologie die inherent veilig is, kan het falen van actieve componenten opvangen met natuurkundige principes.
Dit principe is ook experimenteel aangetoond op de HTR-10 van de Tsinghua Universiteit.
Toch houdt de technologie gevaren in en produceert ze radioactieve isotopen die in het milieu terecht kunnen komen, zoals bij de AVR en de THTR-300 gebleken is. In het bijzonder lekken waarbij lucht en of stoom in de heliumkring kan komen en de grafietkogels kan doen ontbranden of ook gebroken of gebarsten grafietkogels vormen een risico.

## Brandstof

### Constructie
De belangrijkste innovatie bij de HTR is de splijtstof. Deze is net als bij conventionele kerncreactoren gemaakt van uranium, maar is dan in de vorm van balletjes aanwezig, in plaats van in grote staven. Deze balletjes bestaan uit een omhulsel van grafiet met hierin heel kleine brandstofelementjes van ongeveer 1 mm doorsnede. Deze elementjes bestaan uit verschillende lagen. De buitenste laag is gemaakt van een soort grafiet dat tegen hoge temperaturen bestand is. De tweede laag bestaat uit siliciumcarbide, en de derde laag is weer gemaakt van het hittebestendige grafiet. De laatste laag tussen de schil en de kernbrandstof is gemaakt van poreus grafiet; hier binnenin zit uraniumoxide, wat splijt en hierbij straling en warmte produceert. Er zitten ongeveer 10.000 van deze kleine brandstofelementjes in één grafietballetje van 60 mm doorsnede. Het bijzondere van deze constructie is dat er niet meer warmte wordt geproduceerd dan er wordt afgevoerd. Dit komt door de negatieve temperatuur-reactiecoëfficiënt: als het brandstofballetje warmer wordt, neemt het aantal kernsplijtingen af, en hierdoor daalt ook de temperatuur weer. Dit effect wordt veroorzaakt doordat met toenemende temperatuur ook de uraniumoxide in volume toeneemt, en in het poreuze grafiet drukt. Doordat de afstand tussen de uraniumatomen toeneemt, wordt de trefkans van de vrijkomende neutronen op een volgend uraniumatoom kleiner, waardoor er minder kernsplijtingen plaatsvinden en het uranium afkoelt en weer krimpt. Dit principe heet negatieve feedback. De reactor van Tsjernobyl had een positieve feedback, waar een hogere temperatuur juist leidt tot meer warmte-ontwikkeling. Doordat een hogere temperatuur in dit type reactor de reactie juist vertraagt, kan een ongeluk zoals in Tsjernobyl met dit type reactor niet plaatsvinden.

### Einde van de levenscyclus
Na een periode van drie jaar in de reactor is de reactiviteit zo sterk afgenomen dat de balletjes vervangen moeten worden. Omdat de balletjes zelf al een duurzame en sterke schil van speciaal gehard grafiet bezitten is het onverstandig om deze open te breken en op te werken. Na transport in een afgeschermde container, zoals dat nu ook met splijtstofstaven gebeurt, worden de balletjes eerst voorlopig opgeslagen. Na een periode van 10 jaar is de productie van warmte en straling zo ver afgenomen dat ze opgeslagen kunnen worden als middelhoog radioactief afval in een roestvrijstalen vat. Door de constructie van de balletjes is de brandstof immers al van de lucht afgeschermd. Na nog eens een tijdelijke opslag van 10 tot 50 jaar kunnen de brandstofelementen definitief opgeborgen worden. Een tweede reden om de balletjes niet opnieuw op te werken is dat het uranium in de splijtstofballetjes veel verder wordt opgebruikt dan in een conventionele centrale. Er kan dus veel minder bruikbaar uranium teruggewonnen worden waardoor dit niet langer rendabel is.